# El Día Gráfico
El Día Gráfico fou un diari matinal escrit en castellà, de tendència republicana, publicat a Barcelona entre 1913 i 1939.
El nom del diari devia el seu origen a l'espai preferent dedicat a la informació fotogràfica. Als seus primers anys incorporava un subtítol destacat en el que s'autodefinia literalment como el “único diario de la mañana ilustrado por el perfecto procedimiento del huecograbado”. Considerava la informació gràfica com una contribució destacada a la difusió de la informació, amb la idea que, a més de llegir, "calia veure".

## Història
Va ser un diari barceloní de tendència lerrouxista fundat, igual que La Noche, per Joan Pich i Pon. Es va publicar de 1913 a 1939, va ser un dels diaris pioners a utilitzar el retrogravat en les seves pàgines i donar preponderància a la fotografia. Badosa, Josep Domínguez, J. Maymó, Alexandre Merletti, entre d'altres, són autors de moltes fotografies d'aquesta publicació. Després de la guerra es va vendre la maquinària i les col·leccions al Diario de Barcelona.

## Fons
Part del seu fons es conserva a l'Arxiu Fotogràfic de Barcelona. El fons aplega documentació generada per l'activitat de l'empresa. Són fotografies utilitzades per il·lustrar les diferents notícies publicades al diari. La temàtica és molt variada: esdeveniments polítics, socials, culturals, religiosos i esportius. El fons també conté les fotografies presentades al concurs Cataluña en 1934, organitzat per El Día Gráfico, amb el propòsit de recopilar gràficament la Catalunya de 1934 en els seus aspectes artístics, folklòrics, etc. Els autors d'aquestes imatges són amateurs.